# 四伸苯
四伸苯 是在常溫常壓下具分子式C24H16的有機化合物。 其是不飽和的多環碳氫化合物，且為苯炔的四聚体。